# جفری جونز
جفری دانکن جونز، (به انگلیسی: Jeffrey Duncan Jones)، معروف به جفری جونز، (زادهٔ ۲۸ سپتامبر ۱۹۴۶)، بازیگر آمریکایی است.
از مهمترین نقش‌آفرینی‌های این بازیگر نامزد جایزهٔگلدن گلوب؛ می‌توان به بازی در نقش‌های جوزف دوم، در فیلم آمادئوس ساختهٔ میلوش فورمن، چارلز دیتز در فیلم بیتل جوس ساختهٔ تیم برتون و اد رونی در فیلم روز تعطیل فریس بولر اشاره کرد.
از فیلم‌هایی که وی در آن نقش داشته است می‌توان به والمونت، حریص و هاوارد اردکه اشاره کرد.